# Imri Ziv
Imri Ziv (hebrejsky אימרי זיו‎, 12. září 1991 Hod ha-Šaron) je izraelský zpěvák a hudebník.

## Život
Imri Ziv se narodil v Hod ha-Šaronu. Jeden z jeho prarodičů pochází z Ukrajiny. Má bratra a sestru. S hudbou začal v jedenácti letech, když navštěvoval uměleckou školu.

## Kariéra
Ziv se dostal širšího do povědomí, když se v roce 2012 zúčastnil první sezóny izraelské verze The Voice.
Ziv zpíval jako doprovod zpěvákům Nadav Guedj a Hovi Star na Eurovision Song Contest 2015 a 2016. Pro Eurovision Song Contest 2017 se zúčastnil izraelského předkola Ha-kochav ha-ba. V show, kde účinkující vystupovali s cover verzemi známých písní, Ziv zvítězil v prvním kole s písní „The Edge of Glory“ od Lady Gaga. Ve čtvrtfinále zvítězil s „Rude Boy“ (Rihanna), v semifinále s „I Don't Want to Miss a Thing“ (Aerosmith), ve finále zvítězil s „Halo“ od Beyoncé a „Because of You“ Kelly Clarkson. Tak mohl reprezentovat Izrael na Eurovision Song Contest 2017. Píseň, kterou Imri Ziv zpíval, byla vybrána interně komisí a byla představena ve speciálním vysílání na Ha-aruc ha-rišon 9. března. Píseň „I Feel Alive“ napsali Dolev Ram a Penn Hazut, kteří pracovali pro umělce jako Sarit Chadad, Eyal Golan, Eden Ben Zaken a No'a Kirel. Ziv se v soutěži umístil na 23. místě.

## Diskografie

### EPs
- 2015 – Imri

### Singly
- 2017 – „I Feel Alive“
- 2019 – „Imrico“